# Доина (Ботошани)
Доина (рум. Doina) насеље је у Румунији у округу Ботошани у општини Раусени. Oпштина се налази на надморској висини од 147 m.

## Становништво
Према подацима из 2002. године у насељу је живело 609 становника, од којих су сви румунске националности.